# NEST Théâtre
 (juillet 2011).
Le Nord-Est Théâtre (NEST), initialement nommé théâtre populaire de Lorraine, est le centre dramatique national de Thionville-Lorraine.

## Historique

### Naissance (1963–1966)
En avril 1963, une compagnie de théâtre composée de comédiens professionnels fondée par Jacques Kraemer dépose les statuts d’une coopérative ouvrière dénommée Théâtre Populaire de Lorraine. Parallèlement, une association « les Amis du TPL » est créée.
Le TPL présente son premier spectacle, Paolo Paoli, d’Arthur Adamov mis en scène par Jacques Kraemer, à l’Hôtel des Mines de Metz devant 800 spectateurs. Le général Jacques Massu, alors gouverneur militaire de Metz, quitte la salle à l’entracte.[réf. nécessaire]
Les trois premières saisons du TPL, implanté à Metz présentent 4 ou 5 créations par saison et en moyenne 150 représentations, 50 000 spectateurs touchés, 50 villes lorraines visitées.[réf. nécessaire]
C'est au cours de cette période que le TPL parvient à obtenir ses premières subventions des Conseils généraux lorrains.[réf. nécessaire]

### Vers l’institutionnalisation (1966–1968)
En 1966, André Steiger assure la codirection du TPL avec Jacques Kraemer. Malgré l’hostilité de la Ville de Metz, et les tergiversations de l’État pour l’attribution du statut de troupe permanente[réf. nécessaire], le TPL œuvre pour un théâtre populaire et d’avant-garde. Par ailleurs, il tente de calquer le modèle organisationnel d’un Centre Dramatique et assure également un embryon de programmation et d’animations dans le style préfiguration Maison de la Culture (expositions, récitals poétiques, conférences, spectacles “chansons”). Il porte le théâtre jusque dans les plus petites villes lorraines où il n’y en avait jamais eu.[réf. nécessaire]

### Le tournant de 1968
Il se trouve dans une double impasse : sur le plan financier avec plus d’un million de francs de dettes et sur le plan des relations avec le public. En mai/juin 1968, les comédiens du TPL, en tournée avec Le Menteur de Pierre Corneille, se constituent en comité de grève et réalisent deux spectacles d’intervention sur l’actualité qui sont joués dans les usines occupées et le 25 mai 1968, Jacques Kraemer signe la déclaration des directeurs de théâtres populaires et des Maisons de la Culture réunis en comité permanent à Villeurbanne.[réf. nécessaire]
Faute de moyens, le TPL se met en veilleuse pendant 8 mois. Mais le 19 avril 1969 à Villerupt, il crée Splendeur et misère de Minette la Bonne Lorraine, écrit et mis en scène par Jacques Kraemer, en collaboration avec René Gaudy, qui inaugure un nouveau type de théâtre en France et un nouveau type de rapports avec le public fondé sur la rencontre du théâtre et de la classe ouvrière.[réf. nécessaire]

### Villerupt (1970–1972): Kraemer-Loyon
À la reprise de Minette, la bonne Lorraine, les difficultés sont accrues par les diminutions de subventions, l’exil forcé à Villerupt et un début de liquidation judiciaire. Au cours de la saison 1970–1971, la question de la vie ou de la mort du TPL se pose, mais trois spectacles à 2 comédiens sont tout de même montés.[réf. nécessaire]
Pendant ce temps là, le Ministre des Affaires Culturelles refuse toujours de subventionner normalement le TPL.[réf. nécessaire]
L’expérience TPL est dans l’impasse. La Liquidation de Monsieur Joseph K., pièce sur la liquidation du petit commerce, présente en filigrane la liquidation du TPL Mais la profession et le public réagissent, et la solidarité est exemplaire, des contributions sont données. Le TPL vivra.[réf. nécessaire]

### Le retour à Metz (1972–1977)
Le 1er septembre 1972, Le TPL signe une convention triennale avec la nouvelle Municipalité de Metz, représentée par Jean-Marie Rausch.[réf. nécessaire] Les subventions augmentent, le TPL inaugure un petit théâtre de 150 places sur l’Île du Saulcy, il crée une succession d’œuvres référencées directement ou indirectement à sa région d’implantation : la Lorraine.
René Loyon, codirecteur reste le principal collaborateur de Jacques Kraemer, et en 1972, Charles Tordjman rejoint le TPL en 1972 et il en devient codirecteur en 1974. 
En juillet 1974 : Le Retour du Graully est joué au Festival d’Avignon au cloître des Carmes. Le 17 septembre 1974 : Michel Guy, secrétaire d’État aux Affaires Culturelles, s’engage à faire du TPL le 20e centre dramatique national français.[réf. nécessaire]
En novembre 1974, l’annonce de la création de Noëlle de Joie déclenche l’« affaire TPL ». Le 25 juin 1975 : plus de 1 000 personnes participent à la manifestation de soutien au TPL, mais le 2 juillet 1975, le sénateur-maire de Metz, Jean-Marie Rausch dénonce la convention liant la ville au TPL. Les subventions municipales sont supprimées. De plus, le TPL est interdit de séjour dans le journal local, Le Républicain lorrain.
Ayant perdu le soutien des pouvoirs publics locaux, le TPL ne sera pas centre dramatique national, et en octobre 1976, l’abonnement TPL de la saison est supprimé.

### Les débuts de l’implantation thionvilloise (1977–1982): Kraemer-Tordjman
En juin 1977, la nouvelle municipalité de Thionville signe une convention avec le TPL qui s’installe dans le Théâtre municipal, où une petite salle de 150 places est aménagée, tout en maintenant son implantation à Metz au théâtre du Saulcy. Par ailleurs, il assure une programmation théâtrale à Longwy au Centre Robert Schumann, pendant plusieurs saisons. De nouveaux auteurs sont joués : Charles Tordjman, Anne-Marie Brucher-Kraemer, les mises en scène sont signées Jacques Kraemer, Charles Tordjman, Jeanne Champagne et Moni Grego.[réf. nécessaire]
En 1982, le TPL est officiellement investi d’une mission de décentralisation régionale mais les Conseils Généraux se désengagent. La création du centre dramatique national ne se fera pas.[réf. nécessaire]
En juin 1982, Jacques Kraemer quitte le TPL, et Charles Tordjman devient le seul directeur.[réf. nécessaire]

### Thionville: la période Tordjman (1982–1992)
Une investigation dans le quotidien du 20e arr. de Paris conduit Charles Tordjman à écrire Le Chantier, que Guy Rétoré met en scène au Théâtre de l'Est parisien.
Charles Tordjman assure la quasi-totalité des mises en scène dont deux en collaboration avec René Loyon. Des cartes blanches sont toutefois données à d’autres metteurs en scène : Aristide Demonico, Yves Gourvil, ou des comédiens :Claude Guedj, Didier Kerckaert, Michel Parot.[réf. nécessaire]
Des auteurs classiques consacrés ou reconnus sont montés : Georges Feydeau, André Gide, Crébillon fils, Jules Renard, August Strindberg, Marguerite Duras, Bertolt Brecht, William Shakespeare, Eugène Durif.
Charles Tordjman commande des textes à des auteurs contemporains : Tahar Ben Jelloun, Serge Valletti, Bernard Noël. Il s’assure la collaboration d’artistes reconnus pour la scénographie (Yannis Kokkos, Nicolas Sire), la musique (Jean-Louis Mechali, Jean-Louis Chautemps), la chorégraphie (Caroline Mercade), les éclairages (Gérard Poli, Patrice Trottier). L'équipe de Tordjman se constitue progressivement : François Clavier, Coco Felgeirolles, Daniel Martin, Jérôme Kircher, Jean-Claude Leguay, Philippe Fretun.[réf. nécessaire]
Entre 1984 et 1988, l’Association « Théâtre pour Tous », en collaboration avec le TPL et dans le cadre d’une convention Ville-État, crée — en s’occupant de leur organisation — de nombreux ateliers de formation dans le milieu scolaire et en dehors, elle anime les à-côtés du théâtre (foyer et petite salle du théâtre).[réf. nécessaire]
De nombreuses démarches sont faites par la direction du TPL et la municipalité de Thionville pour demander la reconnaissance institutionnelle de la compagnie ; en 1989, le TPL obtient le label Centre dramatique régional.[réf. nécessaire]
Le 1er janvier 1992, Charles Tordjman quitte le TPL pour prendre la direction du Théâtre de la Manufacture, centre dramatique national de Nancy-Lorraine.

### Stéphanie Loïk, directrice du TPL, Centre Dramatique National de Thionville-Grand Est
Le 1er janvier 1992, Stéphanie Loïk est nommée directrice du Théâtre populaire de Lorraine par le Ministère de la Culture.
Elle développe les activités de formation existantes en mettant en place de nombreux ateliers en milieu scolaire. Chaque année, ce sont près de 500 enfants, préadolescents, adolescents et adultes, qui sont formés au Théâtre Populaire de Lorraine. Elle lance l’opération « Public Plus », une démarche artistique et culturelle vers un jeune public défavorisé, avec des actions de sensibilisation spécifiques autour des créations, une politique de prix adaptée (place à 20 F) et la mise en place d’ateliers de pratiques artistiques. Par ailleurs, elle met en place de nombreuses actions de proximité, comme des rencontres avec des auteurs, metteurs en scène et comédiens, des lectures, des stages avec des professionnels, notamment la Compagnie Gosh et la Compagnie Accrorap.[réf. nécessaire]
En 1998, Stéphanie Loïk met en place une permanence artistique : Igor Oberg, Claudia Calvier-Primus, Mohamed Mouaffik, deviennent comédiens permanents. Elle accueille Jacques Kraemer, René Loyon, Charles Tordjman et met en place des partenariats entre les deux structures lorraines. En 2001, elle accueille en résidence le jeune metteur en scène Balazs Gera. Elle les inscrit dans sa programmation la Compagnie de L’Escabelle, l'Araignée Théâtre II, le Théâtre du Jarnisy, la Compagnie d’Urgence 2. Elle collabore avec Michel Didym dans le cadre de ses différentes opérations, la Mousson d’été et La Mousson sur l’eau. À deux reprises, des actions « Culture à l’Hôpital » sont mises en place, l'une d'elles obtient un Prix Rotary.[réf. nécessaire]

### Laurent Gutmann, directeur du Centre dramatique national de Thionville-Grand Est
Le 1er janvier 2004, Laurent Gutmann, nommé par le Ministère de la Culture, prend la direction du Théâtre Populaire de Lorraine qui devient Centre dramatique de Thionville-Lorraine.
Depuis sa prise de fonction, Je suis tombé est sa sixième création. Il y a créé notamment Splendid’s de Jean Genet, Les Estivants d’après Maxime Gorki, avec le groupe XXXV de l’école du théâtre national de Strasbourg, La Nuit va tomber, tu es bien assez belle, spectacle à installer partout qu’il a écrit et mis en scène, Terre natale de Daniel Keene, une recréation, Lorenzaccio de Alfred de Musset avec la troupe du Saarländisches Staatstheater de Sarrebruck, une adaptation qu’il assure en langue allemande, puis en 2007, Chants d’Adieu écrite pour lui par Oriza Hirata et qui réunit des acteurs français et japonais.
Il est à l’initiative de l’acquisition d’un troisième lieu de théâtre, par la ville de Thionville : le Théâtre en bois. Celui-ci est un petit théâtre autonome pouvant accueillir environ 250 personnes. Il ouvre un espace autorisant des formes fondées sur la proximité avec le public. Conçu et construit par l’Odéon – Théâtre National en septembre 1996 comme structure itinérante, le Théâtre en bois, alors baptisé « La Cabane » a circulé dans cinq lieux depuis sa construction dont Calais, Brest et Le Havre.[réf. nécessaire] Les metteurs en scène Lukas Hemleb, Eric Lacascade, Balazs Gera, Georges Lavaudant y ont présenté des auteurs comme Grégory Motton, Anton Tchekhov, Fédor Dostoïevski ou Sophocle.
À Thionville, le Théâtre en Bois vise à assurer au Centre Dramatique de Thionville-Lorraine la disponibilité d’une salle pour ses activités de création, répétition et représentations supplémentaires et intermédiaire entre la petite et la grande salle du Théâtre de Thionville. Dès son arrivée des collaborations transfrontalières prennent forme : Splendid’s (2004, coproduction Théâtre National de Luxembourg), Lorenzaccio (2006, commande du Saarländisches Staatstheater GmbH, Sarrebrück), le Festival Total Théâtre (octobre 2007).
Il met en place les Plateaux Lorrains (octobre 2005). Pendant une semaine, quatre porteurs de projet de spectacle disposent des moyens humains, techniques et financiers de produire une maquette d’une création à venir, sous une forme qu’ils choisissent et mettent en œuvre.[réf. nécessaire]
En septembre 2005, le Centre Dramatique de Thionville-Lorraine et l’Université Paul-Verlaine - Metz signent une convention de développement culturel. La convention s’articule autour de quatre programmes d’action : la sensibilisation, pour permettre l’accès à l’art au plus grand nombre ; la formation, initiale comme continue ; la création, et pour exemple la mise en place de collaborations artistiques ; la recherche, enjeu partagé de l’université et du Centre Dramatique.[réf. nécessaire]
Au 1er janvier 2008, la structure obtient officiellement le label centre dramatique national.[réf. nécessaire]

### Jean Boillot, directeur du NEST - CDN de Thionville-Grand Est
Le 1er janvier 2010, Jean Boillot est nommé directeur par le Ministère de la Culture. Au 1er juin 2010, le centre dramatique national de Thionville-Lorraine s’appelle NEST, Nord Est théâtre CDN de Thionville.
Directeur artistique et metteur en scène de La Spirale, compagnie en résidence au Théâtre Auditorium de Poitiers, Jean Boillot s’est fait connaître en 1997 avec une production musicale et itinérante du Décaméron de Boccace. Il a collaboré à de nombreuses reprises avec l’auteur Jean-Marie Piemme ainsi qu’avec les musiciens de La Muse en Circuit ou de l’ensemble Ars Nova. Il a été accueilli au Festival d’Avignon en 2001, avec Le Balcon de Jean Genet.[réf. nécessaire]